# يوغي يو! ار
```
يوغي يو ! ار
 
(
بالانجليزية 
Yu-Gi-Oh! R
،
 
باليابانية 遊☆戯☆王 R
؟
، تعرب الي يوغي يو ! ارو)
 
تترجم حرفياً : ملك الألعاب ار
 وهي عبارة عن سلسلة 
مانغا
 
يابانية
 من تأليف 
آكيرا إيتو
، تستند إلى 
القصة الاصلية التي تم تأليفها من قبل
 
المانغاكا الاسطوري كازوكي تاكاهاشي
 والتي تعد بمثابة قصة جانبية منفصلة عن المانجا الأصلية، تم نشر السلسلة في مجلة في 
مجلة شوئيشا
 
في جمب
 في الفترة بين أبريل 2004 وديسمبر 2007، وعملت مجلة 
فيز ميديا
 علي نشر المانغا في أمريكا الشمالية.
[
1
]
```

## قصة المانغا
تدور احداث مانغا يو غي يو آر بعد فوز يوغي موتو بطولة مدينة المعركة أي بعد احداث الموسم الثالث من الانمي. بعد ان حصل يوغي علي اوراق الاهرام المصرية دخل يوغي ورفاقه في تحدي جديد ضد ياكو تينما محامي شركة الاوهام الاصطانعية التي يملكها المليونيور وصانع اوراق وحوش المبارزة ووالده بالتبني ماكسيمليون بيجاسوس، يقرر الانتقام تينما لهزيمة معلمه وووالده بالتبني على يد يوجي، معتقدًا أنه مسؤول عن وفاة بيغاسوس المزعومة لكن بيغاسوس اختفي بسبب ان باكورا أخذ منه العين الالفية في مبارزة ظل. بعد الاستيلاء على شركة كايبا وذلك أثناء وجود سيتو كايبا في الولايات المتحدة، اختطف تينما انزو مازاكي و قام بسجنها في ورقة تماماً كما فعل بيغاسوس، مما دفع يوغي وصديقه كاتسويا جونوتشي لمواجهة مشروع RA الذي يتبناه تينما وأساتذة المبارزة الثلاثة عشر. جاء سيتو كايبا وشقيقه موكوبا أيضًا إلى مكان الحادث لإنقاذ الشركة تظهر في هذه السلسلة اوراق تسمي اوراق الالهة الشريرة بعد صولات وجولات تمكن يوغي من هزم تينما واعاد انزو للحياة مرة اخري وتمكن من ايقاف مشروع RA .

## الشخصيات
العديد من الشخصيات الحصرية لـ Yu-Gi-Oh! R لها أسماء أيضًا هي أسماء ورموز خاصة ومشهورة لـشركة انتل الشهيرة في صناعة معالجات الحاسوب. يتم عادةً أخذ أسماء رموز الشخصيات المشهورة بدورها من أسماء المدن والبلدات القريبة من مصانع شركة انتل لصناعة المعالجات الرقمية
- ياكو تينما  (天馬 夜行 باليابانية : تينما ياكو ؟) - (المحامي) الخاص بشركة الاوهام الاصطناعية وابن بيغاسوس بالتبني (غالبًا ما يكون مخطئًا أو مترجمًا كأخ أصغر) (بيغاسوس جي كراوفورد في الإصدار الياباني) الذي يريد الانتقام من هزيمة بيغاسوس لصالح يوغي موتو التي حصلت في الموسم الأول من الانمي وهو شرير المانغا الأكبر الذي يملك اوراق الالهة الشريرة التي توازي قوة اوراق الاهرام المصرية.[2]

- ديستشيوتيس ليو (デシェーツ・ルー باليابانية : ديشيوتسو رو؟) - أول أستاذ من استاذة المبارزة. يوجي هزمه في مبارزتهما في الفصل الثالث يلعب بمجموعة بطاقات تسمي جدار القلعة. تمت تسميته باسم نهر دويتشتيس ، أوريغون. ويعتبر «دويتشتيس» هو أيضًا اسم رمز ما قبل النشر لـمعالج إنتل بنتيوم 2 الجيل السادس p6 . ذو تردد 333 ميغا هرتز (بالإنجليزية: Intel Pentium II P6 333 MHz)‏.[3]

- تيلا موك (ティラ・ムーク باليابانية تيرا موكو؟) - الأستاذة الثانية، التي تلعب على بمجموعة بطاقات تسمي ببطاقات مصاصي الدماء. يوجي هزمها في مبارزتهما في الفصل الرابع. سميت باسم مدينة تيلاموك ، أوريغون. «تيلاموك» هو أيضًا اسم رمز ما قبل النشر لـمعالج رقاقة إنتل بنتيوم MMX ذات النظام المضمن ذات تررد 266 ميغا هرتز (بالإنجليزية: Embedded 266 MHz Intel Pentium MMX chip)‏.[4]

- كلاماث اوسلر (クラマス・オースラー باليابانية :   كوراماسو اوسورا '؟) - الأستاذ الثالث، الذي لديه فقط الحظ السيئ ويلعب بمجموعة بطاقات الحشرات. تمكن جونوتشي من هزمه في مبارزتهما في الفصل الخامس. سمي على اسم مدينة كلاماث فولز بولاية أوريغون. يعد ايضاً «كلاماث» اسم رمز ما قبل النشر لـرقاقة إنتل بنتيوم 2 ذو سرعة معالج 300 ميجا هرتز  (بالإنجليزية: Intel Pentium II chip 300 MHz .)‏ .[5]

- كيرك ديكسون (カーク・ディクソン باليابانية : كاكو ديكوسون؟) - الأستاذ الرابع، الذي يلعب بمجموعة بطاقات الآلات. يوجي هزمه في مبارزتهما في الفصل السادس. يعد «ديكسون» هو أيضًا اسم رمز ما قبل النشر لـرقاقة إنتل بنتيوم الثاني الإصدار 1.6 ذو تردد 333 ميجا هرتز (بالإنجليزية: Intel Pentium II  chip 1.6V  333 MHz)‏ .[6]

- بيت كوبرمين (ピート・コパーマイン باليابانية : بيتو كوباماين؟) - الأستاذ الخامس، الذي يلعب بمجموعة تسمي بطاقات المتحولين. جونوتشي هزمه في مبارزتهما في الفصل السابع. سمي على اسم نهر كوبيرماين في ولاية أوريغون. تم استخدام اسم هذا النهر كاسم رمزي للمجموعة المعالجات الدقيقة بنتيوم 3 (P3-850)، والتي تم إصدارها بواسطة شركة انتل المشهورة بكونها شبكة إبر مصفوفة برقاقة مقلوبة (FCPGA) ذو تردد 886 ميغا هرتز

(بالإنجليزية: Intel Pentium III (P3-850) microprocessor  Flip Chip Pin Grid Array (FCPGA) 886 MHz )‏ . 
- مايكو كاتو (マイコ･カトウ باليابانية مايكو كاتو؟) وتعرف أيضا باسم ميس مايكو (ミセス・マイコ باليابانية ميسو مايكو؟، بالعربية السيدة مايكو) - وهي الأستاذة السادسة امرأة عجوز جالسة على كرسي متحرك تلعب بمجموعة بطاقات اسمها مجموعة الغابة. يوجي هزمها في مبارزتهما في الفصل الثامن «مايكو» هو كتابة بالحروف اللاتينية البديلة لاسم "Maiko"، ولكنه يشير أيضًا إلى نوع من الدراجات النارية المشهورة باسم Kato Engineering ينشأ الاسم أيضًا من اسم معالج انتل بينتوم 3 "KatMai" (بالإنجليزية: Intel Pentium III Katmai)‏ .[8]

- جيكَو تينما (天馬 月行 باليابانية تينما جيكَو؟) هو الأخ الأكبر لـياكو تينما (على الرغم من أنه أكبر سناً بقليل، حيث أنهما توأم متماثل). جيكَو يريد إيقاف مشروع RA. انه يستخدم مجموعة اوراق تسمي باوراق الاقزام \ الجن الصغار. يعد «جيكَو» هو اسم رقاقة المعالج الدقيق في منصة الألعاب جيم كيوب الخاصة بشركة نينتدو.[9]

- ميندو تشينو (メンド・シーノ باليابانية ميندو شينو؟) هو الأستاذ السابع، يستخدم مجموعة تسمي بمجموعة حشرات السرعوف جونوتشي هزمه في مبارزتهما في الفصلين 12 و 13. يعد «ميندوتشينو» أيضًا اسم رمز ما قبل النشر لـمعالج انتيل بينتيوم II سنترينو الجيل السادس P6 ذو تردد 300 ميجا هرتز.[10]

- ويلا ميت (ウィラー・メット باليابانية : ويرا ميتَو؟) - هو الأستاذ الثامن، يستخدم مجموعة تسمي بمجموعة تنين القرن الأبيض. هزمه كايبا في مبارزتهما في الفصلين 14 و 15. ويلاميت هو ايضاً اسم لنهر في ولاية أوريغون واسم رمزي لمعالج إنتل بينتيوم IV الجيل السابع P7 ذو تردد 1.5 جيغاهرتز (بالإنجليزية: Intel  Pentium IV 1.5 GHz P7)‏ .[11]

- تيد بانياس (テッド・バニアス باليابانية : تيدو بانياسو؟) - هو الأستاذ التاسع، حيث قام بمبارزة جيكو. الذي خسر امام جيكو اثناء مبارزتهما في الفصول 16 و 17 و 18 . يستخدم مجموعة بطاقات من نوع الوحوش المحاربة. بانياس هو الاسم الرمزي لأول معالج إنتل بنتيوم إم لفئة النواة x86 التي تسمي بنواة 32 بت.(بالإنجليزية: Intel  Pentium M x86)‏.[12]

- ريكو كيتاموري (北森 玲子 باليابانية : كيتاموري ريكو ؟) - هي الأستاذة العاشرة. جونوتشي هزمها في مبارزتهما في الفصلين 19 و 20. تستخدم مجموعة بطاقات تسمي بمجموعة دمية الشطرنج ورغم انها احدي الاشخاص الذين يستخدمهم ياكو تينما الا انها تبدو فتاة لطيفة وتكن مشاعر احترام لجونوتشي وتبدو انها مثل اخته الصغري شيزوكا. كيتاموري يعني نورثوود باللغة اليابانية. و نورثوود هو الاسم الرمزي للمعالج انتيل بينتيوم IV إصدار 130 نانومتر.(بالإنجليزية: Intel  Pentium VI 130nm version)‏.[13]

- ديبر سكوت (デプレ・スコット باليابانية : ديبري سوكوتو؟) - هو الأستاذ الحادي عشر، وأحد أبناء بيجاسوس المتبنين. يوجي هزمه في مبارزتهما في الفصول 22 و 23 و 24. ويلعب بمجموعة اوراق تسمي المجموعة الكونية. يعد بريسكوت هو الاسم الرمزي للمعالج إنتل بنتيوم 4 إصدار 90 نانومتر.(بالإنجليزية: Intel  Pentium VI 90nm version)‏ .[14]

- ريتشي ميرسيد (リッチー・マーセッド باليابانية : ريتشي ماسيدو ؟) - هو الأستاذ الثاني عشر، وأحد أبناء بيجاسوس بالتبني. يهزم جيكو في مبارزتهما في الفصول 25 و26 و 27 . يعد ميرسيد هو الاسم الرمزي لـ ايتانيوم، وهو معالج دقيق IA-64 تم تطويره بالاشتراك بين كل من انتل واتش بي. .(بالإنجليزية: Intel & HP  Itanium IA-64 )‏ . [15]

- سيدار ميل (シｰダｰ・ミｰル باليابانية : شيدا ميرو؟) - سيدار هو الأستاذ الثالث عشر، ويستخدم مجموعة تسمي الدمى المتحركة عالية التقنية وعلى الرغم من أنه لم يتم تسميته فعليًا في المانجا الفعلية، إلا أنه تم إرساله بشكل غير متوقع تقريبًا ظهر في لوحة واحدة عندما دمره الاله المصري اوزوريس التنين الفضائي (سليفير التنين السماوي باللغة الإنجليزية) ظهر في الفصل الثاني والثلاثين في المجلد الرابع من المانجا التي تم جمعها. و يعد سيدار ميل الاسم الرمزي لمعالج إنتل بنتيوم 4 إصدار 65 نانومتر.(بالإنجليزية: Intel  Pentium VI 65nm version)‏ أو اشتق اسمه من منطقة «سيدار ميلز»، وهي منطقة تقع في بيفرتون، أوريجون.[16]

- بانديت كيث هوارد عاد بانديت كيث في هذه المانغا لينتقم من خسارته امام جونوتشي في مملكة المبارزين حيث انضم لتينما بهدف سرقة اوراق الالهة الشريرة منه حيث هزم ريتشي ميرسيد ولكنه خسر امام جونوتشي ولازال يستخدم مجموعته الالية كما استخدمها في الانمي الاصلي. [17]
- ماسومي مومونو (百野真澄 باليابانية : مومونو ماسومي؟) - يظهر في فصل خاص من مانغا يوغي يو! ار . حيث يحاول مومونو الاستيلاء على متجر Kame Game Shop الذي يملكه سوغيرو موتو Sugoroku Mutou . وخسر امام يوجي في مبارازتهما في الفصل الخاص وكان يستخدم مجموعة تسمي المائة حقل ويعد ماسومي مومونو هو الرمز الذي أطلق علي مجموعة انتل بينتيوم III للمعالجات الدقيقة (P3 -850) المشهورة بكونها شبكة ابر مصفوفة ذات رقاقة مقلوبة   (FCPGA2) ذات تردد 1.266 جيجا هرتز.(بالإنجليزية: Intel Pentium III  (P3-850)  Flip Chip Pin Grid Array (FCPGA2)  1.266 GHz)‏.[18]

## المجلدات
تم جمع المانغا في خمسة مجلدات صدرت في الفترة بين 4 مارس 2005 إلى 4 أبريل 2008.  المجلد الأول من النسخة الإنجليزية المترجمة من مانغا يوغي يو! ار تم إصداره في 6 أكتوبر 2009 بواسطة فيز ميديا.
| ترتيب المجلد | اسم الفصل بالياباني        | ترجمة اسم الفصل بالعربي              | تاريخ اصدار المجلد | رقم اصدار الكتاب الياباني |
| ------------ | -------------------------- | ------------------------------------ | ------------------ | ------------------------- |
| 1            | 1- 邪悪なる影…！؟          | ظل الشرير !                          | 3 ابريل 2005       | ISBN 4-08-873822-5        |
| 1            | 2- ア バ タ ー の 神威 !!  | تهديد صورة الاله الرمزية!!           | 3 ابريل 2005       | ISBN 4-08-873822-5        |
| 1            | 3- KC 決 戦، 開始 !!       | مبارزة كايبا كورب تبدأ               | 3 ابريل 2005       | ISBN 4-08-873822-5        |
| 1            | 4- 不死デッキの脅威！！    | رعب مجموعة اوراق الخالدين            | 3 ابريل 2005       | ISBN 4-08-873822-5        |
| 1            | 5- 城之内の奇策            | خُطة جونوتشي الذكية                   | 3 ابريل 2005       | ISBN 4-08-873822-5        |
| 1            | 6- 脅威の機甲部隊！！      | تهديد الوحدة المسلحة                 | 3 ابريل 2005       | ISBN 4-08-873822-5        |
| 1            | 7- 城之内、再び！！        | جونوتشي، مرة اخري !!                 | 3 ابريل 2005       | ISBN 4-08-873822-5        |
| 1            | 8- 深き闇の住人！！        | مقيم في اعماق الظلام                 | 3 ابريل 2005       | ISBN 4-08-873822-5        |
| 1            | 9- 恐怖の神、降臨す！！    | انحدار اله مخيف                      | 3 ابريل 2005       | ISBN 4-08-873822-5        |
| 2            | 10- 恐怖が支配する世界！！ | عالم محكوم بالارهاب                  | 2 ديسمبر 2005      | ISBN 4-08-873893-4        |
| 2            | 11- 決着、そして…！؟       | الاغلاق وما بعد ذلك؟!                | 2 ديسمبر 2005      | ISBN 4-08-873893-4        |
| 2            | 12- 城之内、絶体絶命！؟    | نهاية جونوتوشي؟                      | 2 ديسمبر 2005      | ISBN 4-08-873893-4        |
| 2            | 13- 瀬人海馬、登場！！     | دخول سيتو كايبا                      | 2 ديسمبر 2005      | ISBN 4-08-873893-4        |
| 2            | 14-"ミスト"の脅威！！      | تهديد "الضباب"                       | 2 ديسمبر 2005      | ISBN 4-08-873893-4        |
| 2            | 15- 究極の生命体、降臨！   | حياة ايلة الانحدار                   | 2 ديسمبر 2005      | ISBN 4-08-873893-4        |
| 2            | 16- 天馬兄弟の秘密…！！    | سر الاخوة تانما                      | 2 ديسمبر 2005      | ISBN 4-08-873893-4        |
| 2            | 17- エルフの戦士たち！！   | المحاربون الالفييون                  | 2 ديسمبر 2005      | ISBN 4-08-873893-4        |
| 3            | 18- パーフェクト決闘！！   | افضل مبارزة                          | 4 سبتمبر 2006      | ISBN 4-08-874260-5        |
| 3            | 19 - 翻弄される城之内！！  | جونوتشي لاحول ولاقوة له؟             | 4 سبتمبر 2006      | ISBN 4-08-874260-5        |
| 3            | 20- 怒りの海馬瀬人！       | غضب سيتو كايبا                       | 4 سبتمبر 2006      | ISBN 4-08-874260-5        |
| 3            | 21 - Ｒ・Ａ計画の真相！！  | حقيقة مشروع RA                       | 4 سبتمبر 2006      | ISBN 4-08-874260-5        |
| 3            | 22- 宇宙空間の決戦！！     | مواجهة حاسمة في الفضاء               | 4 سبتمبر 2006      | ISBN 4-08-874260-5        |
| 3            | 23 - トイ・マジック！！    | سحر اللعبة                           | 4 سبتمبر 2006      | ISBN 4-08-874260-5        |
| 3            | 24- もう一人の相棒！！     | شريك آخر                             | 4 سبتمبر 2006      | ISBN 4-08-874260-5        |
| 3            | (فصل خاص)-冥王、召喚！！   | استدعاء الحاكم الشرير                | 4 سبتمبر 2006      | ISBN 4-08-874260-5        |
| 4            | 25- リッチー戦、開始！！   | قتال ريتشي بدأ                       | 4 ابريل 2007       | ISBN 4-08-874351-2        |
| 4            | 26 - ペガサスミニオン！！  | اتباع بيجاسوس                        | 4 ابريل 2007       | ISBN 4-08-874351-2        |
| 4            | 27 - それそれの闘い！！    | معركة الاحترام                       | 4 ابريل 2007       | ISBN 4-08-874351-2        |
| 4            | 28- 頂点の闘技場！！       | قمة الحلبة (ابيكس ارينا)             | 4 ابريل 2007       | ISBN 4-08-874351-2        |
| 4            | 29 - 邪神召還！！          | استدعاء اله الشر                     | 4 ابريل 2007       | ISBN 4-08-874351-2        |
| 4            | 30 - 超えられない「１」    | "1" لايمكن تجاوزه                    | 4 ابريل 2007       | ISBN 4-08-874351-2        |
| 4            | 31 - Ｒ・Ａ発動            | اعادة تشغيل مشروع RA                 | 4 ابريل 2007       | ISBN 4-08-874351-2        |
| 4            | 32 - ペガサスの召喚！؟     | استدعاء بيغاسوس ! ؟                  | 4 ابريل 2007       | ISBN 4-08-874351-2        |
| 5            | 33- 再闘!!キースVS城之内   | مباراة الاعادة جونوتشي ضد كيث        | 4 ابريل 2008       | ISBN 4-08-874441-1        |
| 5            | 34- 最後の邪神、降臨！！   | انحدار اله الشر الاخير               | 4 ابريل 2008       | ISBN 4-08-874441-1        |
| 5            | 35- 城之内、反撃！！       | عودة جونوتشي للقتال                  | 4 ابريل 2008       | ISBN 4-08-874441-1        |
| 5            | 36- 邪神消滅！             | تدمير الاله الشيطاني                 | 4 ابريل 2008       | ISBN 4-08-874441-1        |
| 5            | 37- 最終決戦！             | المواجهة الحاسمة الاخيرة !           | 4 ابريل 2008       | ISBN 4-08-874441-1        |
| 5            | 38- 神召喚の攻防           | هجوم ودفاع الاله المستدعي            | 4 ابريل 2008       | ISBN 4-08-874441-1        |
| 5            | 39- 神速召喚！！           | الاستدعاء الموفق                     | 4 ابريل 2008       | ISBN 4-08-874441-1        |
| 5            | 40- 世界の支配者           | حاكم الحقل                           | 4 ابريل 2008       | ISBN 4-08-874441-1        |
| 5            | 41- もう一人の存在         | وجود شخص آخر                         | 4 ابريل 2008       | ISBN 4-08-874441-1        |
| 5            | 42- 激突！神ＶＳ邪神       | صراع ! الاله المصري ضد الاله الشطاني | 4 ابريل 2008       | ISBN 4-08-874441-1        |
| 5            | 43- 対消滅！！ そして…     | ابادة تامة !! و...                   | 4 ابريل 2008       | ISBN 4-08-874441-1        |
| 5            | 44- 闘いの果て             | نهاية القتال                         | 4 ابريل 2008       | ISBN 4-08-874441-1        |

## روابط خارجية
- يوغي يو! ار على موقع ANN manga (الإنجليزية)